# Danh sách tập phim Fullmetal Alchemist

Bìa DVD Fullmetal Alchemist tập 1 của Funimation

Các tập phim của anime Fullmetal Alchemist dựa theo manga Giả kim thuật sư của tác giả Hiromu Arakawa. Bối cảnh truyện đặt trong một vũ trụ hư cấu mà trong đó giả kim thuật (錬金術 tiếng Anh: alchemy) là một trong những kỹ thuật khoa học tiên tiến nhất mà con người từng biết đến, cốt truyện kể về cuộc phiêu lưu của hai anh em nhà giả kim Edward và Alphonse Elric, những người đang tìm cách lấy lại phần cơ thể đã mất khi cố gắng hồi sinh mẹ mình bằng thuật giả kim.
Fullmetal Alchemist lần đầu chiếu trên kênh Tokyo Broadcasting System (TBS) tại Nhật từ ngày 4 tháng 10 năm 2003 đến ngày 2 tháng 10 năm 2004. Sau đó chiếu trên kênh truyền hình có khóa Adult Swim của on Cartoon Network tại Mĩ từ ngày 6 tháng 11 năm 2004, và bản làm lại, Fullmetal Alchemist: Brotherhood, hiện đang được chiếu vào 1:00 sáng thứ 7 hằng tuần. Một phim anime tựa Fullmetal Alchemist the Movie: Conqueror of Shamballa, là phần tiếp theo của loạt anime truyền hình công chiếu vào ngày 23 tháng 7 năm 2005; và tại Mĩ là ngày 24 tháng 8 năm 2006. Một bộ 5 original video animation (OVA) đồng thời được phát hành. Hầu hết các OVA đều chỉ là chuyện bên lề và không hề mở rộng cốt truyện gốc. Năm 2009, bộ anime mới tên Fullmetal Alchemist: Brotherhood đạo diễn bởi Yasuhiro phát hành bản tiếng Anh bắt đầu công chiếu trên kênh TV Tokyo.
Loạt anime đầu tiên phát hành trong bộ 13 DVD từ ngày 17 tháng 12 năm 2003 đến ngày 26 tháng 1 năm 2005 tại Nhật. Funimation còn phát hành bộ DVD này tại Mĩ từ ngày 8 tháng 2 năm 2005 đến ngày 12 tháng 9 năm 2006. MVM đã phát hành đến tập 8 tại Anh thì Funimation chuyển nhượng bản quyền sang cho Revelation Films. Vào tháng 3 năm 2006, đĩa DVD bao gồm các OVA được phát hành tại Nhật với tựa là Fullmetal Alchemist: Premium Collection. Funimation acquired and dubbed the Premium Collection, which was released on ngày 4 tháng 8 năm 2009. Kể từ tháng 1 năm 2009, Bones phát hành bộ "DVD box archives" của anime. Bộ bao gồm 51 tập của anime đầu tiên, phim anime, các CD nhạc, và các cuốn sách hướng dẫn từ bộ phim.
Có tổng cộng 8 ca khúc được sử dụng cho bộ phim—4 cho phần nhạc mở đầu và 4 cho phần nhạc kết thúc. Mỗi ca khúc được trình bày bởi một các nghệ sĩ dưới thương hiệu Sony Music Entertainment Japan, sở hữu đơn vị phân phối, Aniplex, chịu trách nhiệm sản xuất và phần âm nhạc cho bộ phim. Phần âm nhạc được biên tập bởi Michiru Oshima. "Melissa" trình bày bởi Porno Graffitti được dùng cho các tập 2-13, "Ready Steady Go" của L'Arc-en-Ciel tiếp nối đến tập 25, "Undo" của Cool Joke được sử dụng đến tập 41 và "Rewrite" của Asian Kung-Fu Generation dùng đến tập 51. Đối với tập 1, ca khúc kết thúc là "Melissa" của Porno Graffitti. "Kesenai Tsumi" (消せない罪 "Indelible Sin") của Nana Kitade dùng cho các tập 2-13. "Tobira no Mukō e (扉の向うへ "Beyond the Door") của Yellow Generation cho các tập 14-24. Các tập 26-41 có ca khúc kết thúc là "Motherland" của Crystal Kay. Trong khi "I Will" của Sowelu được dùng cho các tập 42-50. "Ready Steady Go" và "Rewrite" là 2 ca khúc mở đầu duy nhất được dùng trên kênh Adult Swim của Cartoon Network và Bionix của YTV. Bộ DVD của Funimation bao gồm toàn bộ các ca khúc mở đầu và kết thúc theo đúng phiên bản được chiếu tại từng khu vực.

## Danh sách tập phim
| # | Tựa | Ngày phát sóng bản tiếng Nhật | Ngày phát sóng bản tiếng Anh |
| --- | --- | ----------------------------- | ---------------------------- |
| 01 | "Những kẻ thách thức mặt trời" "Taiyō ni Idomu Mono" (太陽に挑む者) | Ngày 4 tháng 10 năm 2003      | Ngày 6 tháng 11 năm 2004     |
| Trong một cảnh hồi tưởng ngắn, hai anh em nhà Elric, Edward và Alphonse cố gắng lập một trận giả kim thuật để | |                               |                              |
| 02 | "Body of the Sanctioned" "Kinki no Karada" (禁忌の身体) | Ngày 11 tháng 10 năm 2003     | Ngày 13 tháng 11 năm 2004    |
| 03 | "Mother..." "Okāsan..." (おかあさん...) | Ngày 18 tháng 10 năm 2003     | Ngày 20 tháng 11 năm 2004    |
| 04 | "A Forger's Love" "Ai no Rensei" (愛の錬成) | Ngày 25 tháng 10 năm 2003     | Ngày 27 tháng 11 năm 2004    |
| 05 | "The Man with the Mechanical Arm"("Dash! Automail") "Shissō! Ōtomeiru" (疾走！機械鎧(オートメイル))                                                                                       | Ngày 1 tháng 11 năm 2003      | Ngày 4 tháng 12 năm 2004     |
| 06 | "The Alchemy Exam" "Kokka Renkinjutsushi Shikaku Shiken" (国家錬金術師資格試験) | Ngày 8 tháng 11 năm 2003      | Ngày 11 tháng 12 năm 2004    |
| 07 | "Night of the Chimera's Cry" "Kimera ga Naku Yoru" (合成獣が哭く夜) | Ngày 15 tháng 11 năm 2003     | Ngày 18 tháng 12 năm 2004    |
| 08 | "The Philosopher's Stone" "Kenja no Ishi" (賢者の石) | Ngày 22 tháng 11 năm 2003     | Ngày 1 tháng 1 năm 2005      |
| 09 | "Be Thou for the People"("The Dog of the Military's Silver Watch") "Gun no Inu no Gindokei" (軍の狗の銀時計)                                                                              | Ngày 29 tháng 11 năm 2003     | Ngày 8 tháng 1 năm 2005      |
| 10 | "The Phantom Thief" "Kaitō Sairēn" (怪盗サイレーン) | Ngày 6 tháng 12 năm 2003      | Ngày 15 tháng 1 năm 2005     |
| 11 | "The Other Brothers Elric (Part 1)" "Sareki no Daichi: Zenpen" (砂礫の大地・前編) | Ngày 13 tháng 12 năm 2003     | Ngày 22 tháng 1 năm 2005     |
| 12 | "The Other Brothers Elric (Part 2)" "Sareki no Daichi: Kōhen" (砂礫の大地・後編) | Ngày 20 tháng 12 năm 2003     | Ngày 29 tháng 1 năm 2005     |
| 13 | "Fullmetal vs. Flame" "Honō VS Hagane" (焔VS鋼) | Ngày 27 tháng 12 năm 2003     | Ngày 5 tháng 2 năm 2005      |
| 14 | "Destruction's Right Hand" "Hakai no Migite" (破壊の右手) | Ngày 10 tháng 1 năm 2004      | Ngày 12 tháng 2 năm 2005     |
| 15 | "The Ishbal Massacre" "Ishuvāru Gyakusatsu" (イシュヴァール虐殺) | Ngày 17 tháng 1 năm 2004      | Ngày 19 tháng 2 năm 2005     |
| 16 | "That Which Is Lost" "Ushinawareta Mono" (失われたもの) | Ngày 24 tháng 1 năm 2004      | Ngày 26 tháng 2 năm 2005     |
| 17 | "House of the Waiting Family" "Kazoku no Matsu Ie" (家族の待つ家) | Ngày 31 tháng 1 năm 2004      | Ngày 5 tháng 3 năm 2005      |
| 18 | "Marcoh's Notes" "Marukō Nōto" (マルコー・ノート) | Ngày 7 tháng 2 năm 2004       | Ngày 12 tháng 3 năm 2005     |
| 19 | "The Truth Behind Truths" "Shinjitsu no Oku no Oku" (真実の奥の奥) | Ngày 14 tháng 2 năm 2004      | Ngày 19 tháng 3 năm 2005     |
| 20 | "Soul of the Guardian" "Shugosha no Tamashii" (守護者の魂) | Ngày 21 tháng 2 năm 2004      | Ngày 26 tháng 3 năm 2005     |
| 21 | "The Red Glow" "Akai Kagayaki" (紅い輝き) | Ngày 28 tháng 2 năm 2004      | Ngày 2 tháng 4 năm 2005      |
| 22 | "Created Human" "Tsukurareta Ningen" (造られた人間) | Ngày 6 tháng 3 năm 2004       | Ngày 9 tháng 4 năm 2005      |
| 23 | "Heart of Steel" "Hagane no Kokoro" (鋼のこころ) | Ngày 13 tháng 3 năm 2004      | Ngày 16 tháng 4 năm 2005     |
| 24 | "Bonding Memories" "Omoide no Teichaku" (思い出の定着) | Ngày 20 tháng 3 năm 2004      | Ngày 23 tháng 4 năm 2005     |
| 25 | "Words of Farewell" "Wakare no Gishiki" (別れの儀式) | Ngày 27 tháng 3 năm 2004      | Ngày 30 tháng 4 năm 2005     |
| 26 | "Her Reason" "Kanojo no Riyū" (彼女の理由) | Ngày 3 tháng 4 năm 2004       | Ngày 7 tháng 5 năm 2005      |
| 27 | "Teacher" "Sensei" (センセイ) | Ngày 10 tháng 4 năm 2004      | Ngày 17 tháng 9 năm 2005     |
| 28 | "All is One, One is All" "Ichi wa Zen, Zen wa Ichi" (一は全、全は一) | Ngày 17 tháng 4 năm 2004      | Ngày 24 tháng 9 năm 2005     |
| 29 | "The Untainted Child" "Kegarenaki Kodomo" (汚れなき子ども) | Ngày 24 tháng 4 năm 2004      | Ngày 1 tháng 10 năm 2005     |
| 30 | "Assault on South Headquarters" "Nanpō Shireibu Shūgeki" (南方司令部襲撃) | Ngày 1 tháng 5 năm 2004       | Ngày 8 tháng 10 năm 2005     |
| 31 | "Sin" "Tsumi" (罪) | Ngày 8 tháng 5 năm 2004       | Ngày 15 tháng 10 năm 2005    |
| 32 | "Dante of the Deep Forest" "Fukai Mori no Dante" (深い森のダンテ) | Ngày 15 tháng 5 năm 2004      | Ngày 22 tháng 10 năm 2005    |
| 33 | "Al, Captured" "Torawareta Aru" (囚われたアル) | Ngày 29 tháng 5 năm 2004      | Ngày 29 tháng 10 năm 2005    |
| 34 | "Theory of Avarice" "Gōyoku no Riron" (強欲の理論) | Ngày 5 tháng 6 năm 2004       | Ngày 5 tháng 11 năm 2005     |
| 35 | "Reunion of the Fallen" "Gusha no Saikai" (愚者の再会) | Ngày 12 tháng 6 năm 2004      | Ngày 12 tháng 11 năm 2005    |
| 36 | "The Sinner Within" "Waga Uchinaru Togabito" (我が内なる科人) | Ngày 19 tháng 6 năm 2004      | Ngày 19 tháng 11 năm 2005    |
| 37 | "The Flame Alchemist, The Bachelor Lieutenant & The Mystery of Warehouse 13" "Honō no Renkinjutsushi, Tatakau Shōi-san, Dai-Jūsan Sōko no Kai" (焔の錬金術師 戦う少尉さん 第十三倉庫の怪) | Ngày 26 tháng 6 năm 2004      | Ngày 26 tháng 11 năm 2005    |
| 38 | "With the River's Flow" "Kawa no Nagare ni" (川の流れに) | Ngày 3 tháng 7 năm 2004       | Ngày 3 tháng 12 năm 2005     |
| 39 | "Secret of Ishbal" "Tōhō Naisen" (東方内戦) | Ngày 10 tháng 7 năm 2004      | Ngày 10 tháng 12 năm 2005    |
| 40 | "The Scar" "Kizuato" (傷痕) | Ngày 17 tháng 7 năm 2004      | Ngày 17 tháng 12 năm 2005    |
| 41 | "Holy Mother" "Seibo" (聖母) | Ngày 24 tháng 7 năm 2004      | Ngày 7 tháng 1 năm 2006      |
| 42 | "His Name is Unknown" "Kare no Na o Shirazu" (彼の名を知らず) | Ngày 24 tháng 7 năm 2004      | Ngày 14 tháng 1 năm 2006     |
| 43 | "The Stray Dog" "Norainu wa Nigedashita" (野良犬は逃げ出した) | Ngày 31 tháng 7 năm 2004      | Ngày 21 tháng 1 năm 2006     |
| 44 | "Hohenheim of Light" "Hikari no Hōenhaimu" (光のホーエンハイム) | Ngày 7 tháng 8 năm 2004       | Ngày 28 tháng 1 năm 2006     |
| 45 | "A Rotted Heart" "Kokoro o Rekkasaseru Mono" (心を劣化させるもの) | Ngày 21 tháng 8 năm 2004      | Ngày 4 tháng 2 năm 2006      |
| 46 | "Human Transmutation" "Jintai Rensei" (人体錬成) | Ngày 28 tháng 8 năm 2004      | Ngày 11 tháng 2 năm 2006     |
| 47 | "Sealing the Homunculus" "Homunkurusu Fūin" (ホムンクルス封印) | Ngày 4 tháng năm 2004         | Ngày 18 tháng 2 năm 2006     |
| 48 | "Goodbye" "Sayōnara" (さようなら) | Ngày 11 tháng 9 năm 2004      | Ngày 25 tháng 2 năm 2006     |
| 49 | "The Other Side of the Gate" "Tobira no Mukō e" (扉の向こうへ) | Ngày 18 tháng 9 năm 2004      | Ngày 4 tháng 3 năm 2006      |
| 50 | "Death" "Shi" (死) | Ngày 25 tháng 9 năm 2004      | Ngày 12 tháng 3 năm 2006     |
| 51 | "Laws and Promises"("Munich 1921") "Myunhen 1921" (ミュンヘン1921) | Ngày 2 tháng 10 năm 2004      | Ngày 18 tháng 3 năm 2006     |

## OVA
| # | Tựa                        | Ngày phát sóng bản tiếng Nhật | Ngày phát sóng bản tiếng Anh |
| - | -------------------------- | ----------------------------- | ---------------------------- |
| 1 | "Chibi Party"              | Ngày 29 tháng 3 năm 2006      | Ngày 4 tháng 8 năm 2009      |
| 2 | "Kids"                     | Ngày 29 tháng 3 năm 2006      | Ngày 4 tháng 8 năm 2009      |
| 3 | "Liveaction"               | Ngày 29 tháng 3 năm 2006      | Ngày 4 tháng 8 năm 2009      |
| 4 | "Alchemists vs. Homunculi" | Ngày 29 tháng 3 năm 2006      | Ngày 4 tháng 8 năm 2009      |
| 5 | "Reflections"              | Ngày 19 tháng 5 năm 2005      | N/A                          |